# De Superfilm-onderneming
Tom Poes en de Superfilm-onderneming of kortweg De Superfilm-onderneming is het 21ste verhaal uit de Bommelsaga, geschreven en getekend door Marten Toonder. Het verhaal verscheen voor het eerst op 19 januari 1944 en liep tot 6 mei van dat jaar. Het thema is een film als dekmantel.
In dit verhaal debuteren de beroepsboeven Super en Hieper.

## Samenvatting
Heer Bommel leest in de krant dat hij wordt opgeroepen zich bij notaris Fein van Draedt te melden. Heer Bommel erft van zijn overleden oudoom Zebedeus Quirinus Bommel een stuk land, maar hij mag het alleen in bezit nemen wanneer hij het binnen twee weken winstgevend kan maken. Zo niet, dan vervalt het testament aan de Vereniging tot bevordering van de bijenteelt in de Sahara. 
Heer Bommel en Tom Poes pakken die nacht nog de allerlaatste trein naar Dorrum. Aldaar worden ze geobserveerd en beluisterd door twee lieden met hoed en sigaar, het dan nog onbekende duo Bul Super en Hiep Hieper. Heer Bommel heeft intussen het plan opgevat om een film te maken op zijn land, waar Wammes Waggel functioneert als portier. 
Ter plekke stellen Super en Hieper zich voor. Bul Super wil graag het land kopen van heer Bommel en bied 20.000 florijnen contant in het handje. Heer Bommel reageert hierop door met 200 eigen florijnen zijn pijp aan te steken. De transactie is dus mislukt.
Hiep Hieper doet een nieuwe poging en komt met een aanbod tot samenwerking middels een filmmaatschappij. 
De hele film blijkt echter een dekmantel om machines naar goud te laten zoeken. Maar het goud interesseert heer Bommel niet, hij wil enkel nog steeds dolgraag een mooie film maken. 
De kornuiten van Bul Super en Hiep Hieper krijgen onderling ruzie, en Hiep Hieper wordt vastgebonden. Tom Poes vertelt het hele verhaal van de superfilmonderneming aan commissaris Bulle Bas. Terwijl de Rommeldamse politie op zoek gaat naar de inmiddels gevluchte bandieten, daalt Tom Poes af in de grot waar eerder de filmopnames plaatsvonden. Hij vindt heer Bommel en legt uit dat de film bedrog was, maar heer Bommel kan het goud niets schelen; hij is alleen boos dat zijn film door Tom Poes in de war is gestuurd. Dan is Bulle Bas weer ter plekke. Heer Bommel ziet af van het indienen van een aanklacht tegen de vluchtelingen, maar hij eist wel dat ze terugkomen om de Superfilm alsnog af te maken, wat niet gebeurt.
Ook Wammes Waggel is ontevreden met de afloop, hij had liever zijn salaris gehad in plaats van goud. De voortvluchtigen worden niet gepakt.

## Achtergronden
In deel 2 van zijn autobiografie, Het geluid van bloemen, onthulde Toonder dat gedurende de oorlog de Tom Poes-tekenfilm, die onafgemaakt in productie bleef, een middel was om zo veel mogelijk tekenaars in Nederland te houden.

## Voetnoot
1. ↑  de Volledige Werken drukken af: Tom Poes en de Superfilmonderneming
2. ↑  2000 Hectare woestijnzand met een berg, locatie westrand van het dorp Dorrum, bij goed gebruik een goudmijn.